# Jean-François De Sart
Jean-François De Sart (ur. 18 grudnia 1961 w Waremme) – piłkarz belgijski grający na pozycji środkowego obrońcy.

## Kariera klubowa
De Sart rozpoczął w klubie RFC de Liège. W sezonie 1981/1982 zadebiutował w pierwszej lidze belgijskiej. W 1987 roku wystąpił w przegranym 0:1 finale Pucharu Belgii z KV Mechelen. W 1990 roku zdobył ten puchar, dzięki zwycięstwu 2:1 w decydującym spotkaniu z Germinalem Ekeren. W RFC de Liège De Sart grał do końca sezonu 1990/1991.
Latem 1991 De Sart odszedł do Anderlechtu, w którym pełnił rolę rezerwowego obrońcy dla Michela De Wolfa i Graeme Rutjesa. W 1993 roku wywalczył z Anderlechtem mistrzostwo Belgii, ale po tym sukcesie odszedł z zespołu. Przez dwa lata rozegrał 19 spotkań w Anderlechcie. W latach 1993–1995 ponownie występował w RFC de Liège.

## Kariera reprezentacyjna
W reprezentacji Belgii De Sart zadebiutował 27 maja 1989 roku w wygranym 1:0 towarzyskim spotkaniu z Jugosławią. W 1990 roku został powołany przez selekcjonera Guya Thysa do kadry na Mistrzostwach Świata we Włoszech, jednak nie rozegrał na nich żadnego spotkania. W kadrze narodowej rozegrał 3 mecze.

## Kariera trenerska
W 1999 roku De Sart został selekcjonerem reprezentacji Belgii U-21. W 2008 roku wraz z kadrą olimpijską zajął 4. miejsce na Igrzyskach Olimpijskich w Pekinie.